# 巴拉德 (犹他州)
巴拉德（英文：Ballard），是美国犹他州尤因塔县下属的一座城市。建于1905年前后，面积大约为13.8平方英里（36平方公里），海拔约为5,049英尺（1,539米）。根据2010年美国人口普查，该市有人口801人。
著名的幽浮迷聖地剝皮行者牧場位於此鎮附近。